# Escudo de Montevideo
El escudo de Montevideo  tiene su origen en el siglo XIX, aunque adquirió su actual disposición en 1895. 

## Heráldica
Coronado por una muralla, con el Cerro de Montevideo y el Río de la Plata, condecorado con ramas de olivos y la frase Con libertad ni ofendo ni temo de José Artigas.

## Historia

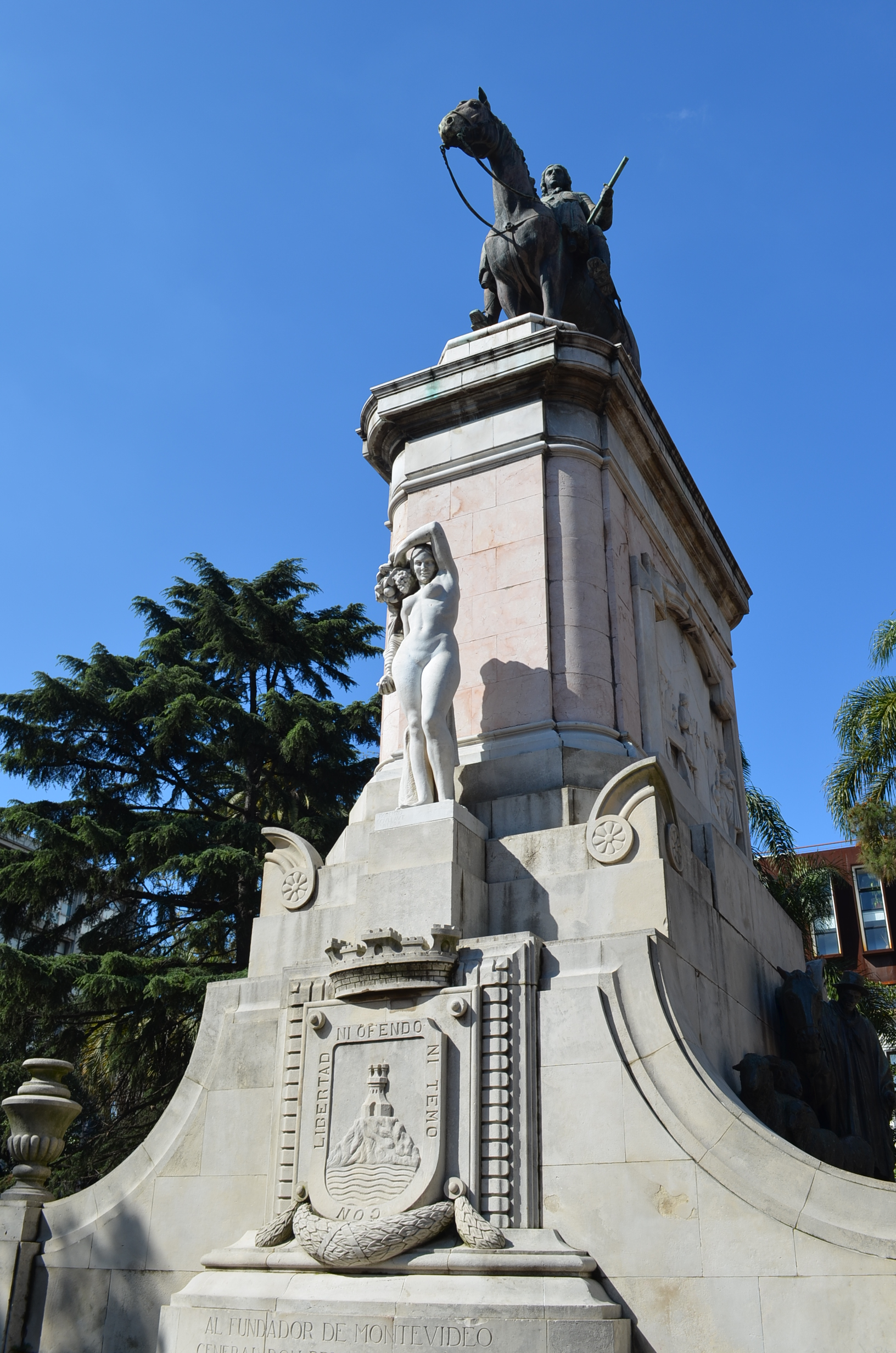
Escudo de Montevideo en el Monumento a Bruno Mauricio de Zabala, Plaza Zabala.

### Escudo colonial

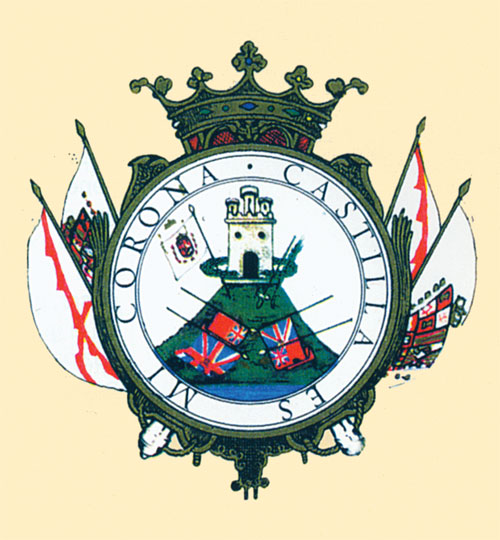
Segunda versión del escudo de Montevideo a principios del S XIX

El escudo de Montevideo data de épocas de dominio español, el mismo fue modificando conforme al paso de los años. Su primera versión fue realizada en el año 1807 y estaba conformada por un óvalo con una corona encima. En su interior, figuraba en color verde el Río de la Plata. También aparecía el Cerro de Montevideo, aunque hay quienes opinan que no era tal, sino un castillo genérico. Sobre dicho dibujo aparece un listón con la frase Castilla es mi corona. A las orillas del río aparece una especie de reptil. Posteriormente se realizó una modificación donde la corona pasó a tener un aspecto de muralla (Montevideo en esas épocas era una ciudad amurallada). Mientras que la frase Castilla es mi corona pasó a estar alrededor del óvalo. A los pies del Cerro de Montevideo aparecen cuatro banderas británicas tiradas en el suelo, dando la idea de la derrota británica y destacando la victoria española. Esto sucedió cuando Montevideo por la colaboración prestada a Buenos Aires en la primera reconquista, reclamó las banderas que Liniers le había capturado a los ingleses, pero como Buenos Aires se las negaba terminó mediando el Rey de España que dispuso que debían permanecer en Buenos Aires, pero reconoció a Montevideo con el título de "Muy Fiel y Reconquistadora" y admitió que en su escudo figuraran las banderas de los vencidos junto a otros ornatos alusivos. También figuran al costado del cerro la bandera de las Provincias Unidas del Río de la Plata y una espiga de trigo.

### Escudo actual

El escudo de la Provincia Oriental fue el primero en usar la inscripción "Con libertad no ofendo ni temo"

No obstante haberse anulado por el escudo nacional el que sirvió de símbolo a la ciudad de Montevideo en la época del coloniaje, el Municipio de la Capital, por iniciativa del Presidente de la Junta Económico Administrativa, doctor Alberto Nin, en nota que lleva fecha 24 de enero de 1885, gestionó y obtuvo del Poder Legislativo la aprobación de una ley, declarando escudo de armas de la ciudad de Montevideo, el que aquella entidad comunal proyectara para ser adoptado, como lo hacían otras capitales de América, como timbre oficial para todos sus documentos y comunicaciones. El decreto referido está concebido en los términos siguientes:
"Artículo 1.º Declárase escudo de armas para la ciudad de Montevideo el proyectado por la Junta Económico Administrativa de la Capital, a la que corresponderá su uso.

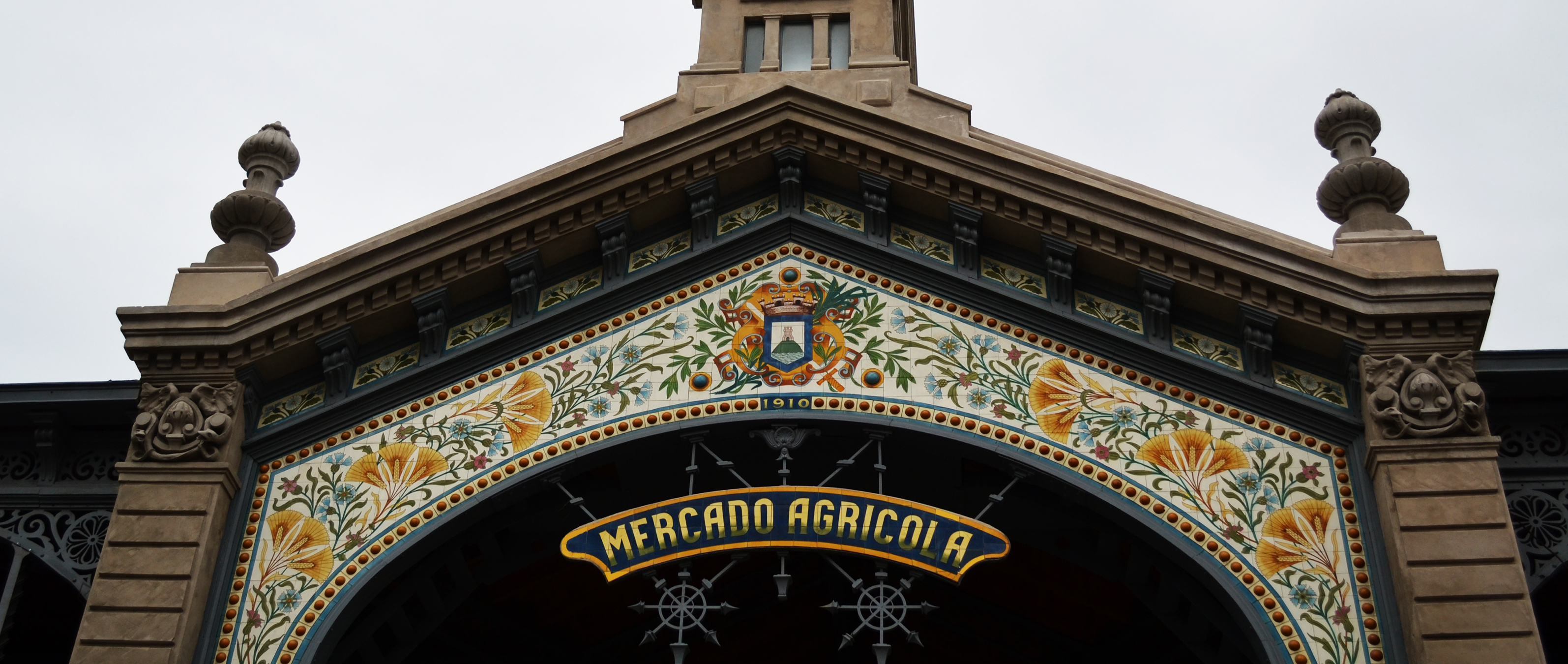
Escudo de Montevideo en el Mercado Agrícola

Artículo 2.º El referido escudo llevará en su centro el Cerro, en la cima de éste la fortaleza y a su pie el mar, como símbolo de la ciudad de Montevideo, todo sobre campo de plata; bordado de azul con la lema de Artigas en letras de oro: Con libertad ni ofendo ni temo; en la parte superior corona mural, artística característica del escudo de ciudad, con aspa y sobresaliendo de cada unión una espada y una palma, la primera como recuerdo de las luchas titánicas que ha sostenido Montevideo tanto en la época colonial como en la de la Independencia, y la segunda como expresión de sus homenajes a los bravos. Llevando en la corona de laurel como tradición de su gloriosa historia.
Artículo 3.º En el archivo del H. Cuerpo Legislativo se conservará el modelo original de este escudo, formulado por la Junta Económico Administrativa de Montevideo y del que se expedirá copia certificada."
Este diseño fue oficializado en 1903 por la Junta Administrativa de Montevideo denominación que recibía el gobierno departamental en aquellas épocas. 

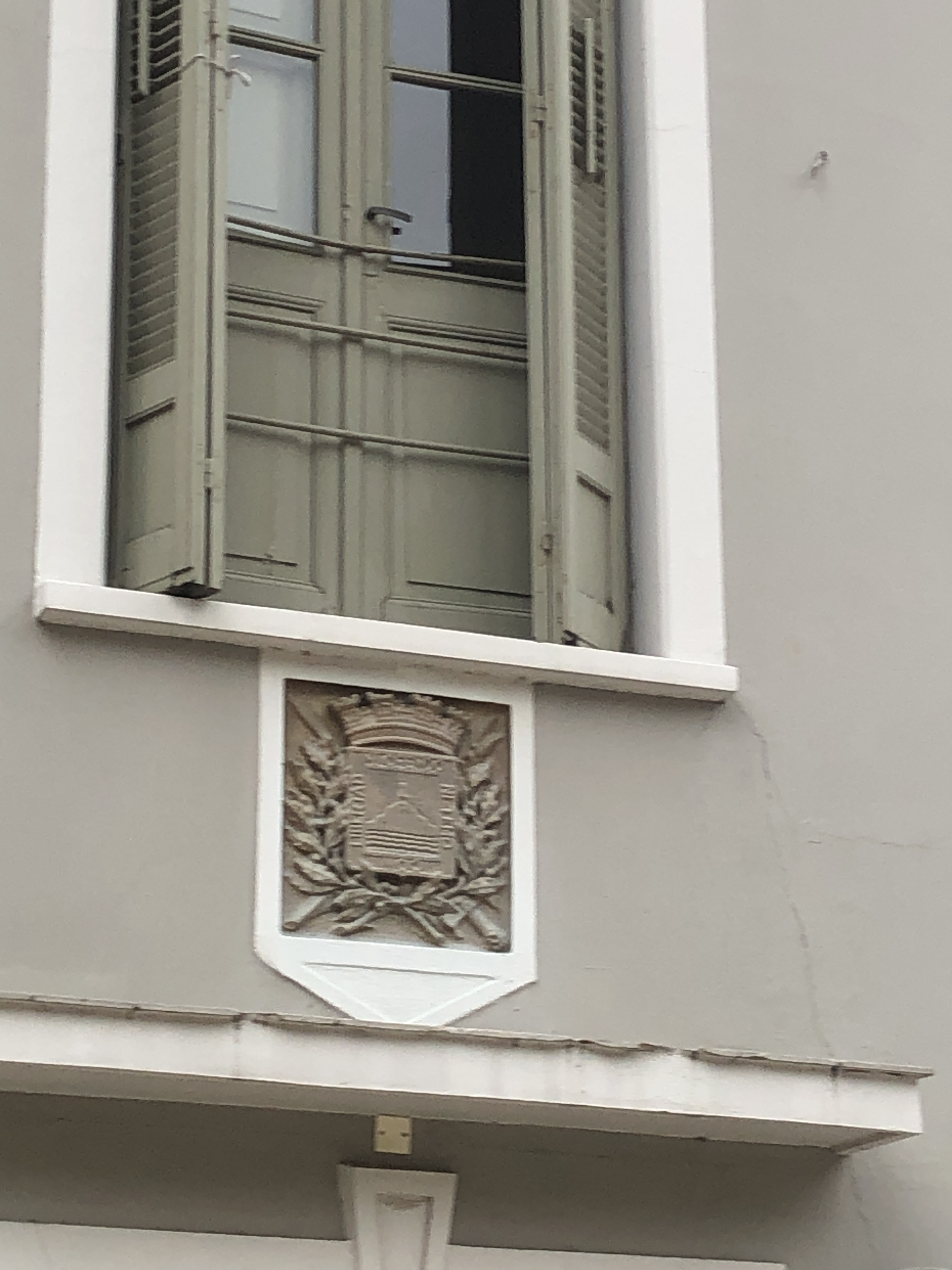
Escudo de Montevideo en el Zoológico Villa Dolores

La inscripción actual del escudo: "Con libertad no ofendo ni temo", es la misma que la usada en el escudo de la Provincia Oriental, diseñado por José Artigas.

## Imagen corporativa
Desde que el escudo fue oficializado por parte del gobierno departamental, el mismo se convirtió en la imagen corporativa del mismo. En el año 1990 se definió una nueva imagen corporativa para el gobierno, acompañada del eslogan “Montevideo mi casa” acompañado por el escudo, de color blanco. En 2008 se produce una renovación de dicha imagen, remplazada por una M en color naranja, celeste y verde en la actualidad, el cual es acompañado en ocasiones por el escudo. 

## Evolución histórica

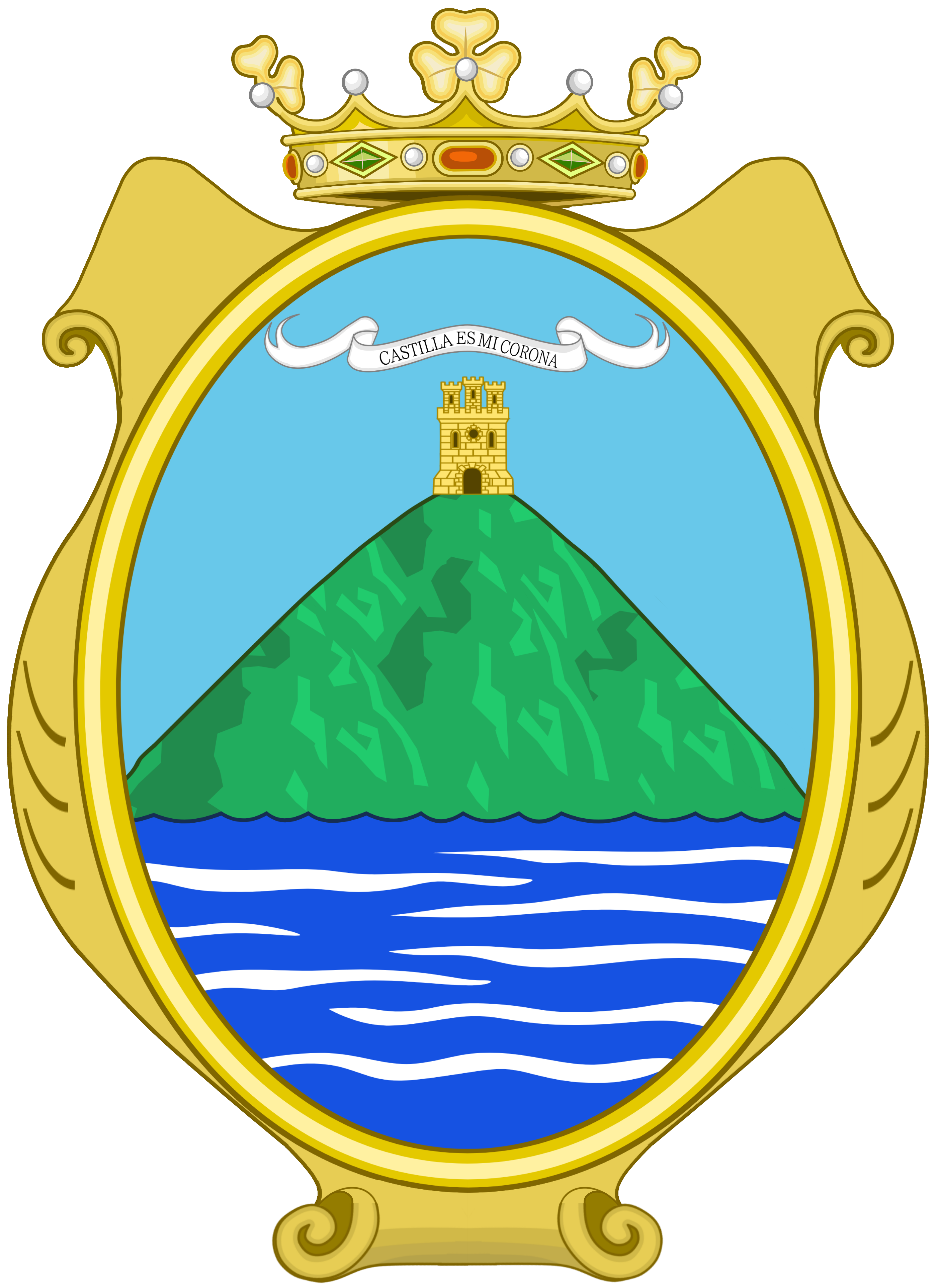
1807

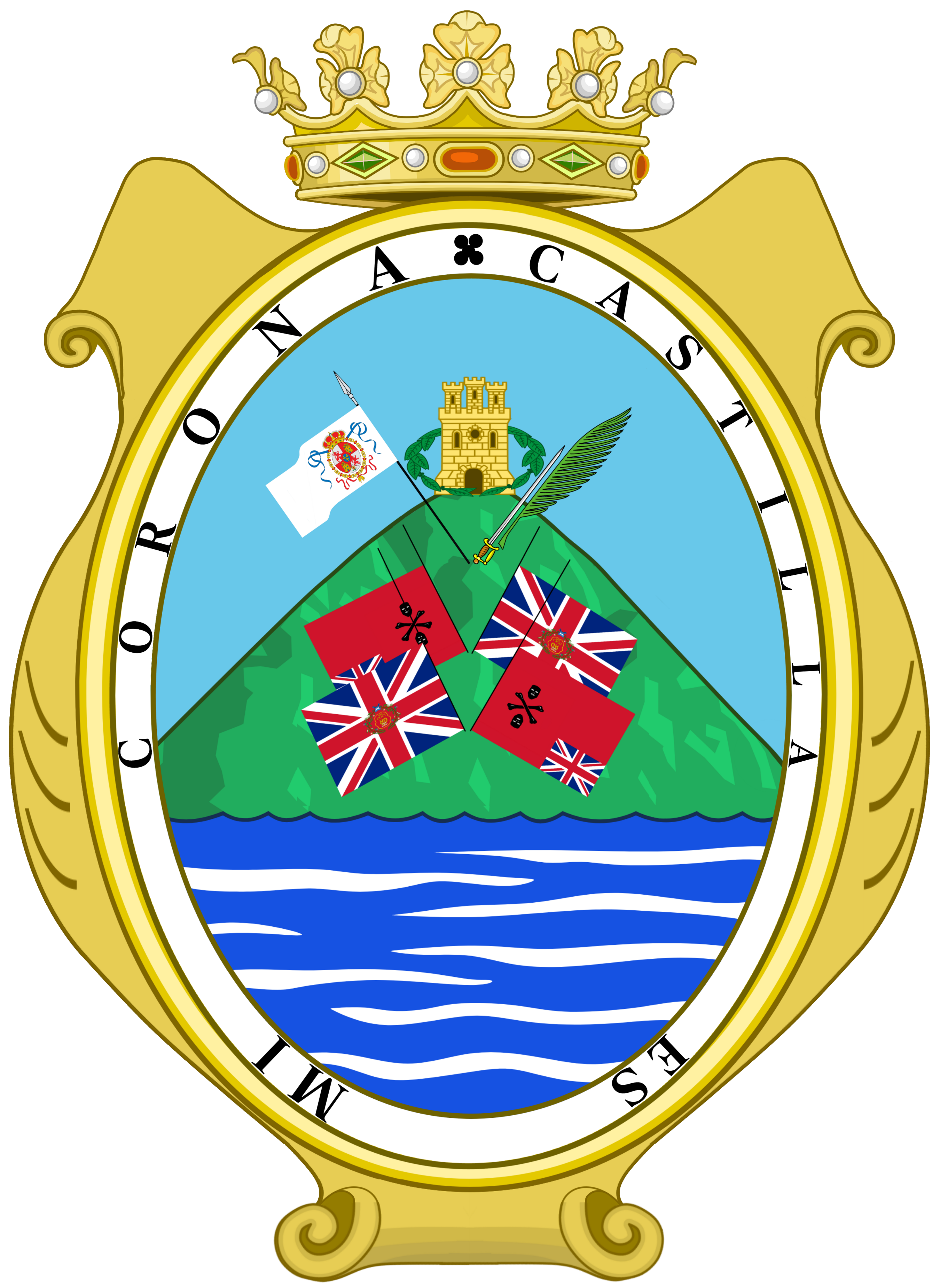
1808

1895 - 1903

1990 - 2000

1903 - presente